# Walter Rodney
Walter Anthony Rodney (23 de março de 1942 — 13 de junho de 1980) foi um proeminente historiador, ativista político e acadêmico da Guiana. Foi assassinado em 1980.

## Carreira
Nascido em uma família da classe trabalhadora em Georgetown na então Guiana Britânica (hoje Guiana), Walter Rodney foi um aluno brilhante, tendo estudado em Queen's College, uma escola secundária estadual seletiva, onde se tornou campeão de debate e atletismo, e depois na Universidade das Índias Ocidentais na Jamaica através de uma bolsa, se formando em 1963 com um diploma de primeira classe em História, ganhando assim o prêmio da Faculdade de Artes.
Rodney obteve seu título de Doutor em História Africana em 1966 na Escola de Estudos Orientais e Africanos de Londres, Inglaterra, aos 24 anos de idade. Sua dissertação, que abordou o tráfico de escravos na costa da Alta Guiné, foi publicada pela Oxford University Press em 1970 com o título A History of the Upper Guinea Coast 1545-1800 ("Uma História da Costa da Alta Guiné 1545-1800") e foi amplamente aclamada por sua originalidade em desafiar os saberes convencionais sobre o tema.
Rodney viajou o mundo e tornou-se conhecido internacionalmente como um ativista, intelectual e orador formidável. Lecionou na Universidade de Dar es Salaam, na Tanzânia durante o período de 1966–67 e depois na Jamaica em sua alma mater Universidade das Índias Ocidentais em Mona. Ele foi um crítico severo da classe-média caribenha por seu papel no Caribe pós-independência. Também foi um forte crítico do capitalismo e defendeu um modelo de desenvolvimento socialista.[carece de fontes?]
No dia 15 de outubro de 1968, o governo da Jamaica, liderado pelo primeiro ministro Hugh Shearer, declarou Rodney persona non grata. A decisão de bani-lo da Jamaica eternamente e sua subsequente demissão da Universidade das Índias Ocidentais, Mona causou protestos de estudantes e dos pobres na região Oeste de Kingston que se transformou em um tumulto, conhecido como os Tumultos de Rodney, resultando em seis mortes e causando danos de milhões de dólares. Os tumultos que começaram em 16 de outubro de 1968 provocaram um aumento da conscientização política em todo o Caribe, especialmente entre o setor rastafarianista afrocêntrico da Jamaica, documentado no livro de Rodney The Groundings with my Brothers publicado pela editora londrina Bogle-L'Ouverture Publications em 1969.
Em 1969, Rodney voltou para a Universidade de Dar es Salaam, onde trabalhou como Professor de História até 1974.
Rodney se tornou um proeminente pan-africanista e foi importante no movimento Black Power no Caribe e na América do Norte.  Partiu para a Tanzânia, onde esteve perto de C.L.R. James e apoiou o governo socialista de Julius Nyerere. Enquanto o seu trabalho académico contribuiu "para a emergência das ciências sociais africanas descolonizadas", Rodney trabalhou para divulgar conhecimentos em aldeias da Tanzânia, onde falava em Kiswahili, a língua do povo. Continuou o seu activismo pan-africano e, analisando as causas do subdesenvolvimento do continente, publicou How Europe Underdeveloped Africa in 1972. Em preparação para o Congresso Pan-Africano de 1974, preparou um texto sobre "Luta de classes internacional em África, nas Caraíbas e nas Américas". Nele, denunciou líderes que, como Félix Houphouët-Boigny, Jean-Claude Duvalier, Idi Amin Dada e Mobutu Sese Seko, estavam a virar-se para o tribalismo sob o pretexto da "Negritude".

## Vida posterior
Em 1974 Rodney voltou para a Guiana da Tanzânia. Estava prestes a assumir um cargo como professor na Universidade da Guiana mas o governo guianense impediu sua nomeação. Cada vez mais ativo na política, fundou o partido Aliança dos Trabalhadores, que se tornou a oposição mais efetiva e confiável ao Congresso Nacional do Povo, o partido do governo. Em 1979 foi preso e acusado de incêndio após dois escritórios do governo terem sido queimados.

## Assassinato
No dia 13 de junho de 1980, Rodney foi morto em Georgetown, aos trinta e oito anos, por uma bomba em seu carro, um mês após retornar das celebrações durante a independência do Zimbábue, em um momento de intenso ativismo político. Deixou a esposa, Patricia e três filhos. Seu irmão, Donald Rodney, que foi ferido na explosão, disse que um sargento da Força de Defesa da Guiana, chamado Gregory Smith, deu a Walter a bomba que o matou. Após o assassinato, Smith fugiu para a Guiana Francesa, onde faleceu em 2002.
Acredita-se, embora não haja provas, que o assassinato foi organizado pelo então presidente Linden Forbes Burnham. Rodney acreditava que os vários grupos étnicos que haviam sido historicamente marginalizados pela classe colonial dominante deveriam se unir, o que conflitava com o pensamento de Burnham.
No início de 2015, uma Comissão Parlamentar de Inquérito (CPI) foi realizada durante a qual uma nova testemunha, Holland Gregory Yearwood, se apresentou alegando ser um amigo de longa data de Rodney e um ex-membro da Aliança dos Trabalhadores. Yearwood testemunhou que Rodney lhe apresentou detonadores semanas antes da explosão pedindo ajuda na montagem de uma bomba.
O governo da Guiana, que emergiu do Congresso Nacional do Povo (PNC), há muito que sugere que Walter Rodney se matou ao fomentar um ataque. Uma parte da população continua a acreditar nesta versão dos acontecimentos. Foi aberta em 2014 uma comissão de inquérito sobre as circunstâncias do assassinato de Walter Rodney. Num relatório publicado em 2016, declarava que o assassino "actuou como agente do Estado, com o apoio de indivíduos em posições de comando no aparelho de Estado, e com vista a realizar os desejos da administração da PNC".

## Influência acadêmica
O livro mais influente de Rodney foi How Europe Underdeveloped Africa, publicado em 1972. Nele, ele descreveu uma África que havia sido conscientemente explorada pelos imperialistas europeus, levando diretamente ao subdesenvolvimento moderno da maior parte do continente. O livro tornou-se extremamente influente e também polêmico: foi inovador, pois foi um dos primeiros a trazer uma nova perspectiva para a questão do subdesenvolvimento na África. A análise de Rodney foi muito além da abordagem previamente aceita no estudo do subdesenvolvimento do Terceiro Mundo.
"Em vez de se debruçar primeiramente nas inter-relações de comércio e política africanas, como muitos de nós fazíamos na época, Walter Rodney concentrou sua atenção na base agrícola das comunidades africanas, nas forças produtivas dentro delas e nos processos de diferenciação social. Como resultado, sua pesquisa levantou uma série de novas questões sobre a natureza das instituições sociais africanas na costa da Alta Guiné no século XVI e sobre o impacto do comércio atlântico de escravos. Ao fazê-lo, ele ajudou a abrir uma nova dimensão. Quase imediatamente ele estimulou muito mais escritos e pesquisas sobre a África Ocidental e iniciou um debate que ainda continua e agora se estende por toda a extensão da história africana.
Quando lecionava nas Universidades de Dar es Salaam e das Índias Ocidentais, ele criou e sustentou um grande número de grupos de discussão que levantaram e abraçaram muitos que tinham pouca ou nenhuma educação formal. Como escritor, entrou em contato com milhares de pessoas em The Groundings With My Brothers (1969) e em seu influente How Europe Underdeveloped Africa (1972)." — Palavras do professor John Richard Gray, History Today, Vol. 49, Edição 9, 1980.
"Quando pensamos em Walter Rodney como um Intelectual Revolucionário, estamos falando sobre duas coisas, Intelectual Radical e sua contribuição revolucionária ao estudo da História i.e. História da África. Walter Rodney foi um estudioso pioneiro que providenciou novas respostas a velhas perguntas e levantou novas questões em relação ao estudo da África." — Palavras do professor Winston McGowan no Simpósio Comemorativo Walter Rodney na Faculdade de York, Estados Unidos, junho de 2010.
"Walter Rodney não foi nenhum intelectual cativo brincando com a galeria do radicalismo local ou internacional. Ele foi claramente um dos intelectuais mais sólidos e intelectualmente situados a olhar nos olhos o colonialismo e seu herdeiro contemporâneo, o oportunismo e a exploração negra." — Palavras de Wole Soyinka, Salão Odudua, Universidade de Ifé, Nigéria, sexta-feira, 27 de junho de 1980.
A abordagem de Rodney baseada na comunidade para o ensino de massa durante a década de 1960 e sua descrições detalhadas de sua abordagem pedagógica em Groundings (1969) documentam seu papel como importante pedagogo crítico e contemporâneo de Paulo Freire.

## Legado
Sua morte foi comemorada no poema "For Walter Rodney" de Martin Carter, pelo poeta Linton Kwesi Johnson em "Reggae fi Radni" e por Kamau Brathwaite em "Poem for Walter Rodney" (Elegguas, 2010).
Em 1977, o Centro de Estudos Africanos da Universidade de Boston inaugurou a Série de Palestras Walter Rodney.
Em 1982, a American Historical Association concedeu postumamente a Walter Rodney o Prêmio Albert J. Beveridge por A History of the Guyanese Working People, 1881-1905.
Em 1984, o Centro para Estudos Caribenhos da Universidade de Warwick estabeleceu a Palestra Memorial Walter Rodney em reconhecimento da vida e trabalho de um dos mais destacados ativistas e intelectuais da Diáspora Negra no período pós-Segunda Guerra.
Em 1993, o governo guianense lhe concedeu a mais alta honraria, a Ordem de Excelência da Guiana e também estabeleceu a Cátedra Walter Rodney em História na Universidade da Guiana.
Em 1998, o Instituto de Estudos Caribenhos da Universidade das Índias Ocidentais inaugurou a Série de Palestras Walter Rodney.
Em 2004, a viúva de Rodney, Patricia, e seus filhos doaram seus trabalhos para a Biblioteca Robert L. Woodruff do Consórcio do Centro Universitário de Atlanta. Desde 2004, um Simpósio Walter Rodney anual é realizado todo dia 23 de março (data do seu aniversário) no Centro sob o patrocínio da Biblioteca e do Departamento de Ciência Política da Universidade de Atlanta e sob o patrocínio da família Rodney.
Em 2005, uma placa foi erguida na praça da Biblioteca Peckham, em Southwark, Londres, em comemoração ao Dr. Walter Rodney, o ativista político, historiador e defensor da liberdade global.
Em 2006, uma conferência internacional sobre Walter Rodney foi realizada no Instituto de Estudos de Desenvolvimento da Universidade de Dar es Salaam.
Em 2006, o Concurso de Ensaios Walter Rodney foi criado no Departamento de Estudos Afro-Americanos e Africanos da Universidade de Michigan.
Em 2010, o Simpósio Comemorativo Walter Rodney foi realizado na Faculdade de York.
O Departamento de Estudos Afro-Americanos da Universidade de Syracuse criou o Prêmio Angela Davis/Walter Rodney de Realização Acadêmica.
O Departamento de Estudos Afro-Americanos e Africanos na Universidade de Michigan criou o Programa de Bolsas de Pós-Doutorado DuBois-Mandela-Rodney.
Em 2012, a Conferência Walter Rodney celebrando o 40º aniversário de How Europe Underdeveloped Africa foi realizada na Universidade de Binghamton.
Rodney é o tema do documentário de 2010 de Clairmont Chung, W.A.R. Stories: Walter Anthony Rodney.
A Rua Walter Rodney em Newham, Londres, foi assim nomeada em sua homenagem.
Walter está listado no Mural de Realizadores Negros no Museu Internacional da Escravidão em Liverpool.

## Leitura complementar

### De Walter Rodney
- "African History in the Service of the Black Liberation", palestra apresentada no Congresso de Escritores Negros, Montreal, Canadá, 12 de outubro de 1968
- "George Jackson: Black Revolutionary" em Maji Maji, (5): 4-6 (1971)
- Um discurso em uma rua na Guiana

### De outros autores
- "And finally they killed him": speeches and poems at a memorial rally for Walter Rodney, 1942-80, Salão Odudua, Universidade de Ifé, Nigéria, sexta-feira, 27 de junho de 1980.
- Walter Rodney: Revolutionary and Scholar: A Tribute. (Los Angeles: Center for African-American Studies and African Studies Center, Universidade da Califórnia, 1982)
- C.L.R. James, Walter Rodney and the Question of Power, (Londres: Race Today Publications, 1983)
- Edward A. Alpers and P. M. Fontaine (eds), Walter Rodney, Poetic Tributes. (Londres: Bogle-L’Ouverture, 1985)
- Horace Campbell. Rasta and Resistance: From Marcus Garvey to Walter Rodney. (Trenton, NJ: Africa World Press, 1985)
- Gabriehu. Dangerous Times: The Assassination of Dr. Walter Rodney. (Brooklyn, NY: Gibbi Books, 2003)
- Rupert Lewis. Walter Rodney`s Intellectual and Political Thought, (Detroit: Wayne State University Press, 1998)
- Rupert Lewis. Walter Rodney: 1968 Revisited
- Issa G. Shivji, "Remembering Walter Rodney", Monthly Review, Volume 64, Edição 07 (dezembro de 2012).
- Clairmont Chung, "A Promise of Revolution" in Monthly Review Press (2013)
- Karim F Hirji, The Enduring Relevance of Walter Rodney's How Europe Underdeveloped Africa (2017)